# Kwanyama
Kwanyama (Kwanhama, Cuanhama) è un municipio dell'Angola appartenente alla provincia di Cunene. Ha 211.044 abitanti (stima del 2006) ed una superficie di 20.255 km².